# Fotogrametria
Fotogrametria – dziedzina nauki i techniki zajmująca się odtwarzaniem kształtów, rozmiarów i wzajemnego położenia obiektów w terenie na podstawie zdjęć fotogrametrycznych (fotogramów).
Praktycznym zastosowaniem fotogrametrii jest jej wykorzystanie jako źródła podczas tworzenia map. W geodezji służy jako pomoc przy pomiarach dużych obszarów i odległości. Jest też jedną z metod wyznaczania wysokości obiektów.
Do wykonywania zdjęć fotogrametrycznych są wykorzystywane specjalne, na ogół wielkoformatowe, kamery fotogrametryczne wyposażone w specjalne obiektywy pozbawione aberracji.
W zależności od sposobu wykonywania zdjęć rozróżnia się fotogrametrię naziemną (terrafotogrametrię) oraz fotogrametrię lotniczą (aerofotogrametrię). Zależnie od sposobu wykorzystania zdjęć rozróżnia się fotogrametrię płaską (jednoobrazową) i fotogrametrię przestrzenną (dwuobrazową), zwaną też stereofotogrametrią, w której przestrzenny obraz przedmiotu lub terenu uzyskuje się za pomocą stereogramu – pary zdjęć wykonanych z dwóch punktów przestrzeni. Odwzorowania fotogrametryczne mogą być również tworzone z użyciem kamer tak metrycznych jak i niemetrycznych.
| Fotogrametria            | analogowa          | analityczna          | cyfrowa                                            |
| ------------------------ | ------------------ | -------------------- | -------------------------------------------------- |
| Rok                      | 1915               | 1961                 | 1991                                               |
| Podstawowy instrument    | autograf analogowy | autograf analityczny | autograf cyfrowy - fotogrametryczna stacja robocza |
| Podstawowa postać danych | analogowa          | rastrowa             | wektorowa                                          |
| Stopień automatyzacji    | niski              | średni               | wysoki                                             |

## Fotogrametria w geodezji i kartografii
Pierwsze zdjęcia fotogrametryczne wykonano z balonu na uwięzi w 1858-1859 w Paryżu. W Polsce inicjatorem wykorzystania fotogrametrii był Kasper Weigel, który w 1918 zastosował stereofotogrametrię do opracowania mapy topograficznej części Tatr, wykonanej w skali 1:20 000 w latach 1924–1934. Fotogrametrię stosuje się też m.in. w geologii do poszukiwań surowców mineralnych, w architekturze do inwentaryzacji zabytków, a także w archeologii, meteorologii i leśnictwie. Coraz częściej jednak zamiast zdjęć lotniczych stosuje się obrazy satelitarne.

## Fotogrametria w medycynie
Stosowana głównie do pomiaru kształtu całego ciała lub jego części. Dla pomiaru całego ciała stosuje się system dwóch kamer umieszczonych po obu stronach ciała. Człowiek ustawiony jest w specjalnym statywie, gdzie jest unieruchomiony i który posiada system punktów umożliwiających odtworzenie orientacji zewnętrznej zdjęć. Graficzna prezentacja pomiarów całego ciała (w postaci warstwic i profilów) pozwala na analizę: skrzywień kręgosłupa i jego kontrolnych pomiarów w czasie rehabilitacji. Szeroką popularnością cieszy się tu technika mory - dwa jednakowe rastry liniowe zrzutowane optycznie na przestrzenny obiekt o ograniczonej głębi tworzą na powierzchni obiektu topografię mory, która reprezentuje mapę warstwicową. Pomiary głowy dla analizy kształtu twarzy (wykonywana dla analizy przeprowadzonych operacji plastycznych). Pomiary kształtu zębów (przed przeprowadzeniem operacji i wykonania protez lub urządzeń korekcyjnych). Pomiary oka - zarówno jego wewnętrznej jak i zewnętrznej części - w celu analizy zmian kształtu soczewki ocznej i tarczy nerwu wzrokowego na dnie oka. Pomiar oka przeprowadza się specjalną kamerą okulistyczną (fundus camera). Dodatkowo pomiary oka mają zastosowania do produkcji szkieł kontaktowych. Pomiary części ciała dla produkcji protez. Do automatyzacji takiego procesu potrzebne jest stworzenie numerycznego modelu opisującego ich kształt.

## Fotogrametria w paleontologii
Poza standardowym sfotografowaniem i sporządzeniem ręcznych szkiców stanowiska, paleontolodzy sporządzają również cyfrowy model miejsca znalezienia skamieniałości. Szczególnie przydatna jest fotogrametria 3D, dająca naukowcom podstawy do wysuwania naukowych hipotez na temat budowy oraz funkcjonowania dinozaurów. Powszechnie wykorzystuje się fotogrametrię podczas dokumentowania stanowisk z tropami dinozaurów, gdzie istotny jest każdy detal (głębokość odcisku, oddalenie tropów względem siebie). Również już wykopane skamieliny można poddać analizie i przy pomocy programów komputerowych stworzyć model szkieletu. Dzięki przygotowanej symulacji paleontolodzy są w stanie odtworzyć m.in. sposób poruszania i zakres ruchów dinozaura, co z kolei może przynieść informacje np. o rodzaju spożywanego pokarmu.